# Caudron C.870
 (août 2020).
Le Caudron C.870 était un avion d'entraînement construit par Caudron au début des années 1940.
C'était un monoplan à aile basse de construction entièrement métallique. Il était motorisé par un V12 Renault 12R refroidi par air entrainant une hélice tripale à vitesse constante. Bien que deux prototypes aient été construits, le C.870 n'a pas été produit en série.